# 1303
| [ Edytuj tabelę ]                          |                                                                |
| Król Polski                                | - 1300 Wacław II 1305                                          |
| Książę Małopolski                          | - 1291 Wacław II 1305                                          |
| Książę Wielkopolski                        | - 1300 Wacław II 1305                                          |
| Król Albanii                               | - 1301 Filip I 1332                                            |
| Współksiążęta Andory                       | - 1295 Guillem de Montcada 1308 - 1302 Gaston I 1315           |
| Król Angkoru                               | - 1295 Indrawarman III 1307                                    |
| Król Anglii                                | - 1272 Edward I 1307                                           |
| Król Aragonii i Walencji, hrabia Barcelony | - 1291 Jakub II Sprawiedliwy 1327                              |
| Margrabia Brandenburgii                    | - 1267 Konrad 1304 - 1267 Otto IV 1308 - 1293 Henryk I 1318    |
| Książę Burgundii                           | - 1272 Robert II 1306                                          |
| Książę Dolnej Bawarii                      | - 1290 Stefan I 1309 - 1290 Otton III 1312                     |
| Książę Górnej Bawarii                      | - 1294 Rudolf I 1317 - 1294 Ludwik III 1340                    |
| Cesarz Bizancjum                           | - 1282 Andronik II Paleolog 1328                               |
| Car Bułgarii                               | - 1300 Teodor Swetosław 1322                                   |
| Cesarz Chin                                | - 1294 Temür Öldżejtü 1307                                     |
| Król Cypru                                 | - 1285 Henryk II 1306                                          |
| Król Czech                                 | - 1278 Wacław II 1305                                          |
| Król Danii                                 | - 1286 Eryk Menved 1319                                        |
| Władca Egiptu                              | - 1299 An-Nasir Muhammad 1309                                  |
| Cesarz Etiopii                             | - 1299 Uyddym Raad 1314                                        |
| Król Francji                               | - 1285 Filip IV Piękny 1314                                    |
| Hrabia Holandii                            | - 1299 Jan II 1304                                             |
| Cesarz Japonii                             | - 1301 Go-Nijō 1308                                            |
| Kalif                                      | - 1302 Al-Mustakfi I 1340                                      |
| Król Kastylii i Leónu                      | - 1295 Ferdynand IV Pozwany 1312                               |
| Patriarcha Konstantynopola                 | - 1294 Jan XII 1303 - 1303 Atanazy I 1309                      |
| Władca Korei                               | - 1274 Ch’ungnyŏl 1308                                         |
| Wielki książę litewski                     | - 1295 Witenes 1316                                            |
| Cesarz Majapahitu                          | - 1293 Raden Wijaya 1309                                       |
| Sułtan Maroka                              | - 1286 Abu Jakub Jusuf 1307                                    |
| Książę Moskwy                              | - 1283 Daniel Aleksandrowicz 1303 - 1303 Jerzy Daniłowicz 1325 |
| Król Nawarry                               | - 1284 Filip I 1305                                            |
| Król Norwegii                              | - 1299 Haakon V Długonogi 1319                                 |
| Hrabia Palatynatu                          | - 1294 Rudolf I Wittelsbach 1317                               |
| Papież                                     | - 1294 Bonifacy VIII 1303 - 1303 Benedykt XI 1304              |
| Król Portugalii                            | - 1279 Dionizy I 1325                                          |
| Sułtan Rumu                                | - 1301 Kajkubad III 1303 - 1303 Masud II 1307                  |
| Książę Rusi halickiej                      | - 1300 Jerzy I 1308                                            |
| Cesarz Rzymski (niemiecki)                 | - 1298 Albrecht I Habsburg 1308                                |
| Książę Saksonii                            | - 1298 Rudolf I 1356                                           |
| Kapitanowie Regenci San Marino             | - 1303 Arimino Baracone 1303 - 1303 Simone da Sterpeto 1303    |
| Król Serbii                                | - 1282 Stefan Urosz II 1321                                    |
| Król Szwecji                               | - 1290 Birger I Magnusson 1318                                 |
| Sułtan Turków                              | - 1299 Osman I 1324                                            |
| Doża Wenecji                               | - 1289 Pietro Gradenigo 1311                                   |
| Król Węgier                                | - 1301 Wacław Czeski 1305                                      |
| Wielki mistrz zakonu krzyżackiego          | - 1302 Siegfried von Feuchtwangen 1310                         |

Rok 1303 / MCCCIII
stulecia: XIII wiek ~
XIV wiek ~
XV wiek

lata: 1293 «
1298 «
1299 «
1300 «
1301 «
1302 «
1303
» 1304
» 1305
» 1306
» 1307
» 1308
» 1313

## Wydarzenia w Polsce
- Pierwsza udokumentowana wzmianka o mieście Pszczyna.
- Mirosławiec otrzymał prawa miejskie.
- Wałcz otrzymał prawa miejskie.
- W Poznaniu założone zostało Gimnazjum Św. Marii Magdaleny (obecnie liceum).

## Wydarzenia na świecie
- 2 lutego – niemieckie Hanau uzyskało prawa miejskie.
- 24 lutego – I wojna o niepodległość Szkocji: zwycięstwo szkockich powstańców nad wojskiem angielskim w bitwie pod Roslin.
- 20 kwietnia
  - papież Bonifacy VIII założył Sapienza - Uniwersytet Rzymski, największy uniwersytet w Europie.
  - rozpoczęła się bitwa pod Mardż al-Saffar, stoczona między mamelukami a Ilchanidami.
- 20 maja – królowie Filip IV i Edward I podpisali traktat paryski. Anglia uzyskała potwierdzenie swego lenna Gujenny (Akwitanii), w zamian za co wycofała swe poparcie dla Flandrii i ta musiała podporządkować się Francji.
- 26 maja – w Pradze odbył się ślub króla Wacława II z Ryksą Elżbietą i jej koronacja na królową Czech i Polski.
- 7 września – wysłannik króla Francji Filipa Pięknego, prawnik Wilhelm Nogaret, napadł papieża Bonifacego VIII w zamku Anagni we Włoszech, porwał go, żądał złożenia godności.
- 19 października – Siegen w Nadrenii Północnej-Westfalii uzyskało prawa miejskie.
- 22 października – Benedykt XI wybrany papieżem; był to jedyny współczesny Dantemu papież nie potępiony przezeń w Boskiej komedii.
- Wybuchło powstanie chłopskie w zachodniej Lombardii w okolicach Vercelli.
- Wojny Bizancjum z Osmanami: miała miejsce bitwa pod Dimbos.

## Urodzili się
- Brygida Szwedzka, szwedzka zakonnica, założycielka brygidek, mistyczka, święta (zm. 1373)

## Zmarli
- 4 marca – Teodora Watatzes, cesarzowa Bizancjum (ur. ok. 1240)
- 5 marca – Daniel Moskiewski, książę moskiewski (ur. 1261)
- 19 maja – Iwo Hélory (Iwo z Bretanii), francuski prawnik, święty katolicki (ur. 1253)
- 6 lipca – Otto VI Mały, margrabia Brandenburgii (ur. ok. 1255)
- 11 października – Bonifacy VIII, papież, wzorem Innocentego III głoszący zasadę bezwzględnej przewagi papiestwa nad władzą świecką (ur. ok. 1235)[1]
- data dzienna nieznana:
  - Beatrycze Kastylijska, królowa Portugalii (ur. 1242)
  - Konstantyn Angelos, władca Tesalii (ur. ?)
  - Marco II Sanudo, władca księstwa Naksos (ur. ?)